# Zorzines koreana
Zorzines koreana är en fjärilsart som beskrevs av Inoue 1993. Zorzines koreana ingår i släktet Zorzines och familjen nattflyn. Inga underarter finns listade i Catalogue of Life.